# Gedit
지에디트(gedit)는 그놈 데스크톱 환경용으로 개발된 자유 소프트웨어인 텍스트 편집기이다. 마이크로소프트 윈도우, 맥 OS X에서도 사용할 수 있다. UTF-8과 호환하며, 프로그램 코드, 마크업 언어와 같은 구조화된 텍스트 문서를 편집하는 용도에 중점을 두고 개발했다. 그놈 프로젝트의 철학에 따라 깔끔하고 단순한 그놈 GUI가 특징이다.

## 구조
X 윈도 시스템에 맞춰 개발했으며, GTK+ 2.0과 그놈 2.0 라이브러리를 이용한다. 한편, 그놈 파일 관리자인 노틸러스와의 사이에서 드래그 앤 드롭이 가능하다. gedit에 관한 문서는 그놈 도움말 시스템, 가상 파일 시스템, 그리고 인쇄 미리보기를 위한 인쇄 프레임워크를 사용한다.

## 기능
다양한 프로그램 코드와 마크업 코드에 맞춘 구문 강조 기능(Wrap around)이 포함되어 있으며, 여러 파일을 편집할 때 탭으로 나눌 수 있다. 탭을 하나 창들 사이에서는 물론, 여러 창들 사이를 옮겨 다닐 수 있다. 실행 취소, 또는 실행 취소했던 부분을 다시 복구할 수 있으며, 줄 번호 매기기, 현재 줄 강조, 줄 바꿈 기능, 다양한 언어의 맞춤법 검사도 포함되어 있다.  강력한 '찾기 및 바꾸기' 기능 등도 있다. 플러그인을 통해서 추가적인 기능을 업그레이드할 수도 있다.

## 정규 표현식
Gedit는 '찾기 및 바꾸기' 기능에서 다양한 필터링 특히 정규 표현식과  이스케이프 시퀀스을 지원한다. 다음은 파일내 문자열중 이스케이프 시퀀스 유형의 이스케이프 문자 \* 을 '찾기 및 바꾸기' 기능으로 전부 찾아내어 반복 삭제하는 정규 표현식의 예이다.

### 줄바꿈 캐리지 리턴(개행특수문자)을  ,로 대체하는 예
```
Find : \n
Replace : ,
```

행들이 없어지고 1행(1 line)으로 줄어드는 결과를 보여준다.

### 문자열 검색과 이중 반복 방지
{}에 둘러싸인 시작점과 종점이 각각 { 및 }이고 {}및 {}안에 포함되어 있는 모든 내용(*)을 1로 바꾸는 예
```
Find : \{[^{]*\}
Replace : 1
```

여기서 {}을 포함하는 {}안에 포함되어 있는 모든 내용(*)의 매치(match)에서 { 은 시작점이자 문자로서의 이중 표현에 해당한다.

### 라인 끝 지시자와 개행시작문자
행 라인(line)의 맨끝 그리고 개행특수문자(\n)앞에 &를 삽입하는 예
```
Find : \n
Replace : &\n
```

개행특수문자(\n) 직후의 첨자는 다음 행 첫 시작문자를 의미하게 된다.

## 우분투
Gedit는 우분투 LTS18 기준 우분투 데스크탑의 공식 텍스트 에디터이다. 우분투의 소프트웨어(그놈 소프트웨어) 패키지 관리자에서 북마크(Bookmarks), Git, 터미널 등의 여러 기능들을 플러그인(Add on)으로 추가할 수 있다.  한편 이러한 추가 기능들 중에는 특정 폴더 내에 여러 파일들의 텍스트를 찾기 등의 기능을 지원하는 것도 있다.

## 같이 보기
- JEdit
- 플루마 (문서 편집기)
- 문서 편집기 목록

## 참조
1. ↑  https://download.gnome.org/sources/gedit/48/gedit-48.0.news; 출판 날짜: 2024년 9월 14일.
2. ↑  “News in 43.alpha”. 2022년 7월 6일.
3. ↑  The GNOME Project (2009년 3월). “What is gedit”. 2009년 3월 16일에 확인함.